# Bloqués
Bloqués est une série télévisée française en cent-vingt épisodes (plus un épisode bonus) créée par Kyan Khojandi, Bruno Muschio, Orelsan, Gringe et Harry Tordjman. Elle est diffusée du 7 septembre 2015 au 5 août 2016 sur Canal+ au sein de l'émission Le Petit Journal pendant une saison unique.
Série humoristique de type shortcom composée d'épisodes courts de 1 à 5 minutes, Bloqués se déroule dans un seul décor avec un cadre fixe, un appartement habité par deux amis colocataires trentenaires désœuvrés qui philosophent et refont le monde, affalés sur un canapé. Les deux personnages principaux sont interprétés par les rappeurs français Orelsan et Gringe du duo des Casseurs Flowters, qui se parodient eux-mêmes dans la série.
Lors de sa diffusion initiale à la télévision, la série est bien accueillie par le public, les épisodes étant ensuite mis en ligne sur le site de partage vidéo YouTube. Malgré un début de polémique venant de certains milieux féministes, l'accueil critique de la série est généralement positif, les commentateurs saluant un humour décalé et impertinent, caractéristique de « l'esprit Canal+ ».

## Synopsis
Les deux protagonistes de la série, Orel et Gringe, sont deux trentenaires vivant en colocation dans un appartement d'un immeuble d'habitation, vraisemblablement de la région parisienne. Comme l'indique le synopsis officiel de Bloqués : « en attendant qu'il se passe quelque chose, ils ont décidé de ne rien faire ».
Les deux amis, la plupart du temps chômeurs et célibataires, semblent être restés d'éternels adolescents : leur appartement, notamment le salon où ils passent le plus clair de leur temps, est jonché de restes alimentaires ou d'emballages vides, et leurs centres d'intérêts sont majoritairement axés sur la sexualité et la culture geek.
Comme bloqués dans ce mode de vie, les deux compères sont souvent vus affalés sur le canapé du salon. Ils passent généralement leurs journées à discuter, se lancer des punchlines, à faire des activités qui leur plaisent ou à élaborer des réflexions humoristiques, souvent absurdes mais parfois profondes. Ils reçoivent de temps en temps la visite de Serge, leur ami mythomane qu'ils appellent lorsqu'ils s’ennuient trop.
La série ne s'appuie pas sur une trame narrative continue, chaque épisode étant indépendant les uns des autres, non sans faire des rappels à certains épisodes de temps en temps. Dans le dernier épisode de la série, Gringe prend conscience de la médiocrité de leur mode de vie et tente d'en sortir, avant de se raviser, convaincu par Orel. Ce dernier déclare alors que « la boucle est bouclée », avant de reprendre la première réplique de Gringe dans le premier épisode de la série (« Tu ferais quoi si t'étais riche ? »), sous-entendant que la série n'est qu'une boucle sans fin, justifiant ainsi son titre : Bloqués.

## Fiche technique
Sauf indication contraire, les informations mentionnées dans cette section peuvent être confirmées par la base de données cinématographiques IMDb,  présente dans la section « Liens externes ».
- Titre : Bloqués
- Société de production : My Box Productions
- Société de distribution : Canal+
- Pays d'origine :  France
- Langue : Français
- Genre : Shortcom
- Durée : environ 2 minutes
- Production : Harry Tordjman
- Réalisation : Kyan Khojandi et Bruno Muschio
- Dialogues : Clément Cotentin, Orelsan, Gringe, FloBer, Kyan Khojandi, Bruno Muschio
- Photographie : Josselin Billot
- Son : Jean-Luc Audy
- Décors : Agnès Sery
- Maquillage : Amélie Langlet

## Distribution
Sauf indication contraire, les informations mentionnées dans cette section peuvent être confirmées par la base de données cinématographiques IMDb,  présente dans la section « Liens externes ».
- Orelsan : Orel
- Gringe : Gringe
- Jonathan Cohen : « Serge le Mytho » (9 épisodes)
- Sophie-Marie Larrouy : la « meuf cool » (1 épisode)
- Claude Urbiztondo : Claude, le « plombier gênant » (1 épisode)

Acteurs principaux
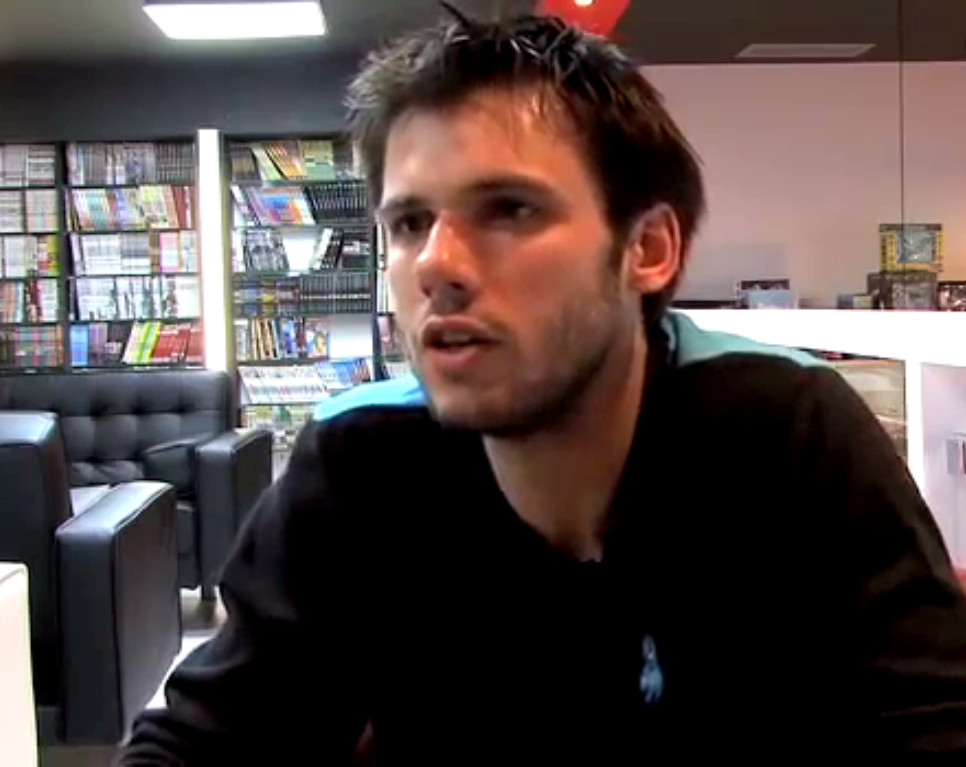
Orelsan en 2011.
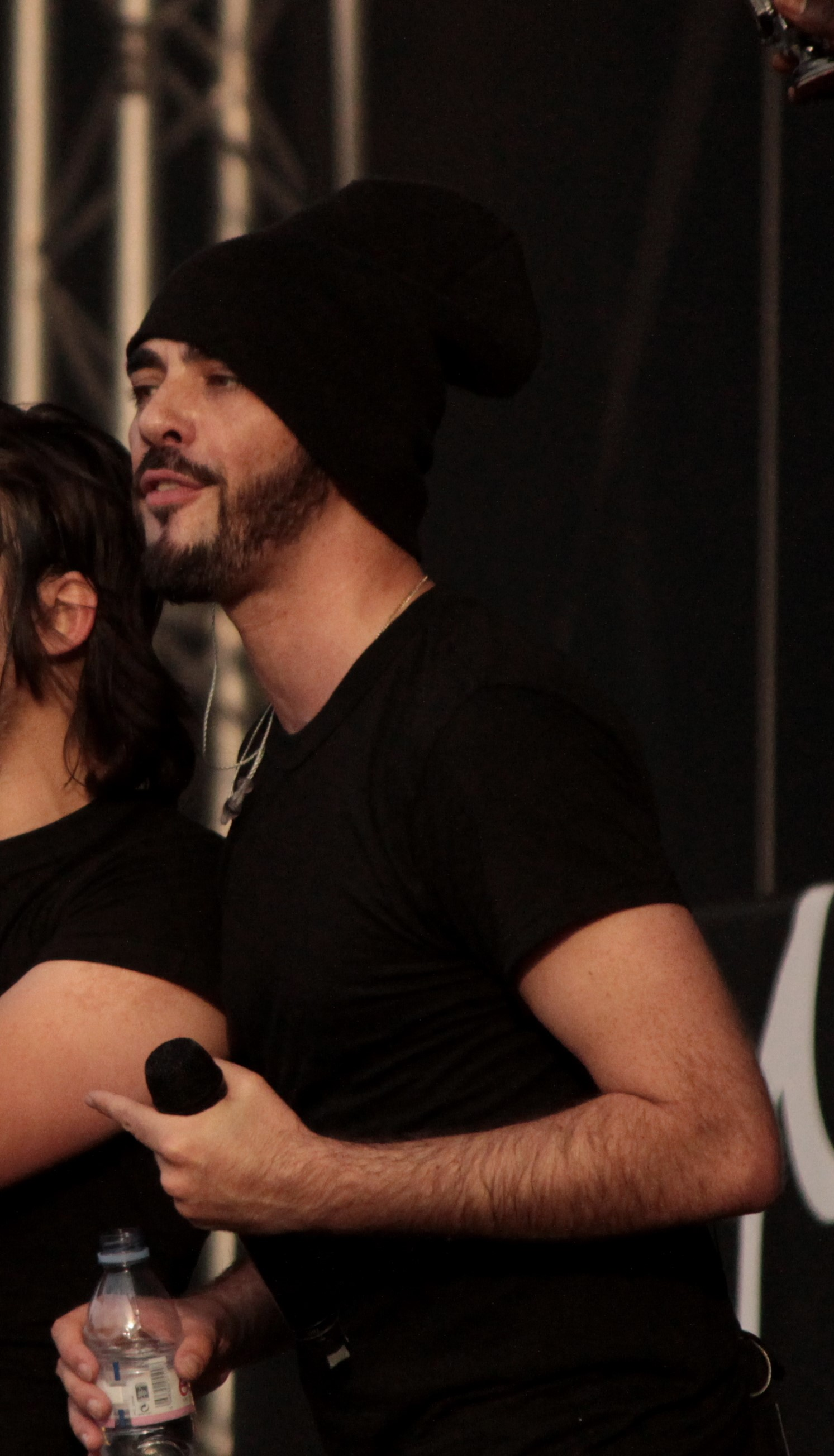
Gringe en concert en 2014.
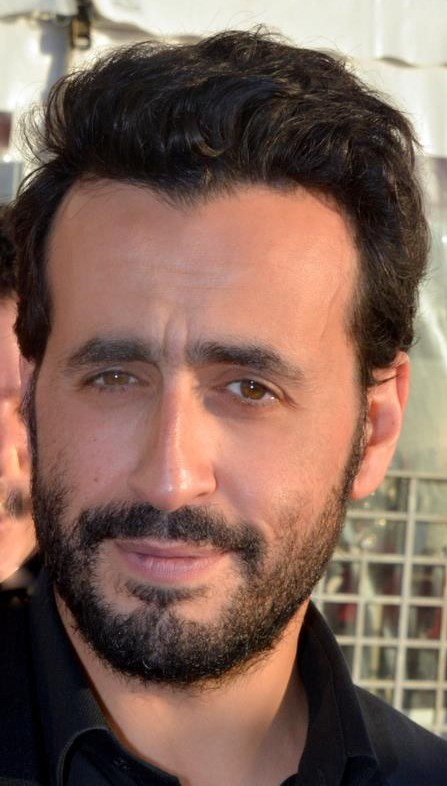
Jonathan Cohen en 2017.

## Personnages
Minimaliste et axée sur deux personnages principaux, la série ne fait au total apparaître que cinq personnages à l'écran.

### Personnages principaux

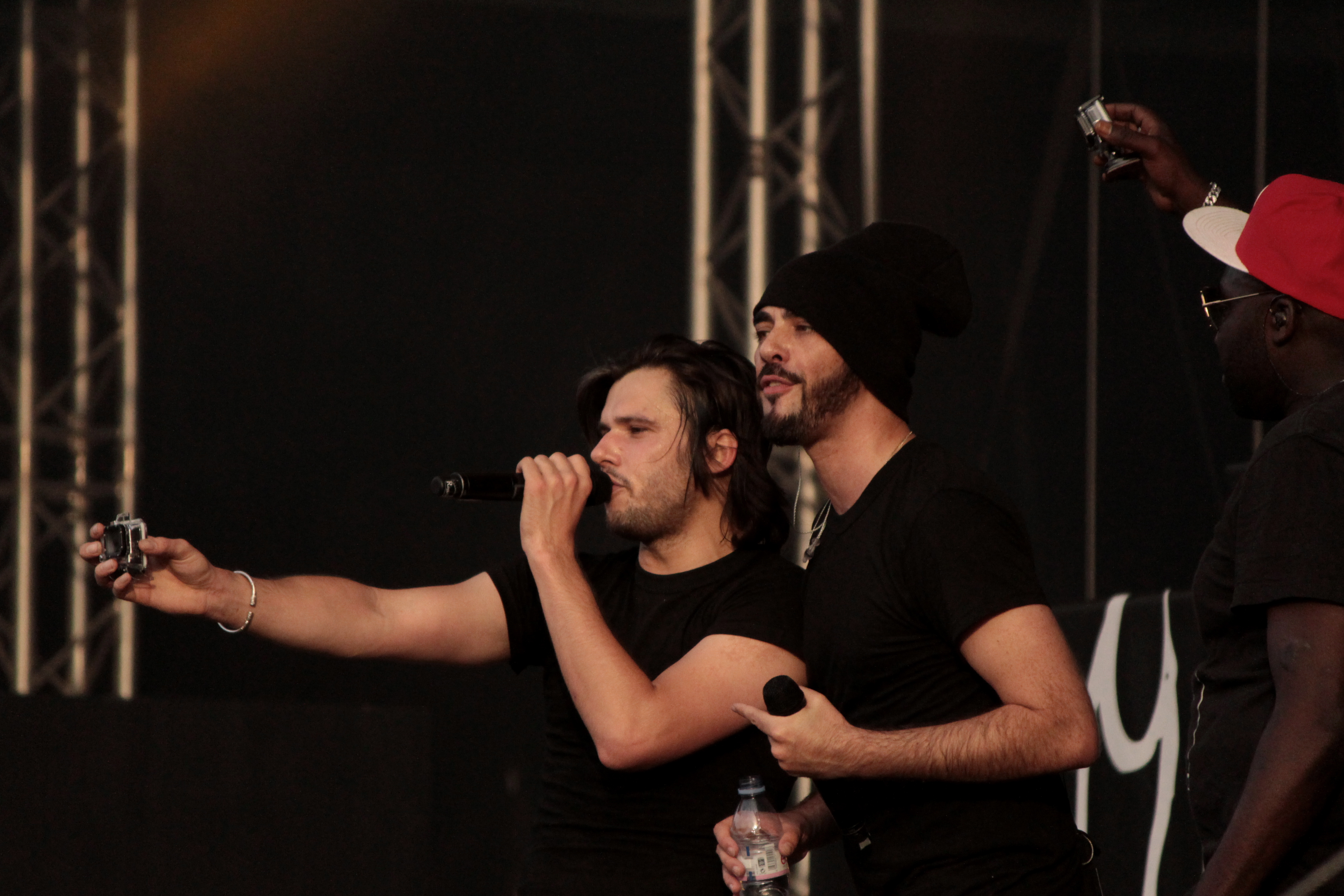
Orelsan et Gringe, les deux acteurs de la série, ici en concert en 2014.

- Orel : Aurélien, dit Orel, est un trentenaire vivant en collocation avec son ami Gringe. D'apparence négligée, il est généralement habillé de façon décontractée, avec une casquette à l'envers sur la tête. Le personnage est caractérisé par une gentillesse et une naïveté souvent abusives[MO 3], ce qui donne souvent lieu à des gags. Il s'exprime la plupart du temps d'une voix lente et éteinte, et ses remarques sont souvent idiotes voire absurdes, sans pour autant qu'il ne s'en rende compte. Cependant, il lui arrive parfois de faire preuve d'une étonnante lucidité[MO 4].
- Gringe : Gringe, dont on apprend dans l'épisode 3 qu'il se nomme Guillaume Tranchant[note 2],[EP 3], est le colocataire et vieil ami d'Orel, trentenaire comme lui. Son caractère est à l’opposé de celui d'Orel, parlant d'un ton assuré, souvent cynique, et endossant le rôle du « grand frère » pour expliquer la vie à son compère[MO 5]. Si Gringe semble plus vif et moins naïf qu'Orel, il est cependant bien moins moral et souvent égoïste, voire manipulateur et colérique. Son signe distinctif est son bonnet noir qu'il porte presque toujours sur la tête. Habillé de façon streetwear (pantalon et haut de survêtement), il est parfois vu portant des lunettes.

### Personnages secondaires
- Serge, dit « Serge le Mytho » : ami de Gringe et Orel, Serge est un personnage récurrent qui leur rend visite de temps en temps, invités par les deux amis. Caractérisé par une mythomanie grandiloquente et une haute estime de lui-même, ses histoires abracadabrantesques donnent lieu à des épisodes entiers où il relate avec force imagination les prétendues aventures, toujours invraisemblables, qui lui seraient arrivées[5], étant à l'origine (selon lui) de faits ou de découvertes incroyables, et croisant les personnalités les plus influentes de l'époque. Serge, qui semble réellement croire à ses histoires, ignore que ses amis se moquent de lui et l'appellent « le mytho ».
- La « meuf cool » : cette jeune femme, dont on ignore le nom, apparaît uniquement dans l'épisode 68. Vêtue d'un pyjama, elle arrive dans le salon après avoir dormi dans la chambre d'Orel. Elle est présentée comme une amie et partenaire sexuelle régulière d'Orel. Gringe tente de la séduire, en vain, en la qualifiant de « cool » de façon abusive, d'où son surnom[EP 4].
- Claude, dit « le plombier gênant » : personnage qui apparaît uniquement dans l'épisode 98. Claude est un plombier qui vient effectuer des réparations chez Orel et Gringe. Il est caractérisé par un bleu de travail, un physique massif avec une barbe épaisse et une grosse voix. Bien qu'il ne semble ne pas connaître les deux protagonistes, il s'introduit dans leur conversation et commence à décrire ses propres comportements sexuels et sociaux, étranges, ce qui met les deux locataires assez mal à l'aise[EP 5]. Le personnage s'apparente au stéréotype du beauf.

## Épisodes

### Diffusion
La diffusion des cent-vingt épisodes commence à la rentrée 2015, le 7 septembre, sur Canal+, au sein de l'émission Le Petit Journal présentée par Yann Barthès. Elle s'achève près un an plus tard, le 5 août 2016, l'idée d'une deuxième saison ayant été écartée. Chaque épisode est mis en ligne sur la plateforme de partage YouTube après sa diffusion.
Le 13 septembre 2016, plus d'un mois après l'arrêt de la diffusion de la série, un épisode spécial de plus de 8 minutes est mis en ligne sur le site de Canal+ ainsi que sur la chaîne YouTube de la série. Il se nomme : 8'30 avec Serge le Mytho et Brad Pitt et met en scène Serge le Mytho racontant à Orel et Gringe sa prétendue rencontre avec l'acteur américain Brad Pitt.

## Production

### Pré-production
Les créateurs, Kyan Khojandi et Bruno Muschio, dit « Navo », se font connaître en 2011 avec la série Bref., diffusée sur Canal+. La série, composée d'épisodes courts au rythme survolté, fait preuve d'un humour décalé qui rencontre un franc succès auprès du public et de la critique. Pour les trente ans de la chaîne, en 2014, les créateurs sont donc de nouveau sollicités pour réaliser un épisode spécial de Bref., comportant de nombreux invités, dont les rappeurs Orelsan et Gringe.
Amis depuis quinze ans, ceux-ci forment alors un duo, les Casseurs Flowters, dont le premier album, paru en 2013, est certifié disque d'or en janvier 2014,. Khojandi connaît également Orelsan personnellement et en est un fan notoire : en 2012 il vantait déjà son deuxième album solo Le Chant des Sirènes dans une interview accordée sur YouTube au blogueur Thomas Clément. La même année, l'humoriste avait fait une apparition dans l'un de ses concerts et avait interprété le titre La Petite Marchande de Porte-Clefs à l'alto.
Séduits par la collaboration réalisée avec Orelsan et Gringe pour les trente ans de Canal+, les créateurs leur proposent alors de réaliser une nouvelle série dont ils seraient les personnages principaux. Les deux rappeurs acceptent, et le pilote est validé par la chaîne qui accepte à son tour de produire et diffuser la série.
Les deux rappeurs ne sont pas totalement novices dans le domaine du cinéma lorsque commence le tournage de Bloqués : en effet, dans la même période, les deux amis œuvrent à la création de leur propre film, Comment c'est Loin, qui sort en salle le 9 décembre 2015. Les deux œuvres peuvent d'ailleurs être rapprochées : Orelsan et Gringe y jouent leur propre rôle, et dépeignent la vie de deux trentenaires un peu « losers », thème central des chansons des Casseurs Flowters.

### Écriture
En plus des deux créateurs de Bref., Kyan Khojandi et Bruno Muschio, Orelsan et Gringe participent directement à l'écriture du scénario. L'équipe des scénaristes est par ailleurs composée de Florent Bernard, dit « FloBer », et de Clément Cotentin, le frère cadet d'Orelsan, journaliste chez Canal+[source insuffisante].
L'épisode pilote ne comportait pas de cadre précis, laissant les acteurs voguer au gré de leur inspiration. Finalement, les scénaristes décident de donner un thème bien précis à chaque épisode. Le choix d'un cadre fixe et d'un décor minimaliste, avec seulement deux personnages, fait dire à Muschio qu'il s'agit de « l'anti-Bref. », car ladite série s'était fait remarquer par son montage survolté et ses très nombreux plans.
À l'origine, les scénaristes s'adaptent à l'univers d'Orelsan et Gringe, ainsi qu'aux personnages de « loosers » qu'ils se sont créés dans le premier album des Casseurs Flowters. Cependant, au fil de l'avancement de la série, les deux personnages deviennent plus marqués pour renforcer l'effet comique. Selon Gringe, leurs dialogues sont inspirés de vraies discussions entre amis, dont on n'aurait gardé que « le nectar de la connerie ».

« Il y a une philosophie du « mongol ». Il y a le côté : « ah c'est mongol ! » Moi je me souviens, quand j'avais écouté l'album des Casseurs Flowters, je leur avais dit : « ah il est bien votre album, il est un peu mongol ! » Et ils étaient là : « ah merci mec ! » [...] Ça aurait pu être mal pris, mais en fait ce côté « on s'en bat les couilles » il est retranscrit un peu dans cette série. Le côté « ils se font beaucoup plus bêtes qu'ils sont ». Ça les amuse de se faire beaucoup plus bêtes qu'ils sont, en fait. ».

— Bruno Muschio à propos du jeu d'Orelsan et Gringe.
Personnage récurrent, Serge le Mytho est écrit spécialement pour Jonathan Cohen. En effet, les créateurs apprécient Cohen qui a déjà interprété le rôle de Charles dans Bref. aux côtés de Kyan Khojandi, et décident de l'inviter sur le plateau de Bloqués pour incarner « un personnage de mytho ». En revanche, l'acteur n'a encore jamais rencontré Orelsan et Gringe. Particulièrement impliqué dans son rôle, Jonathan Cohen séduit les rappeurs et réalise tous les « mythos » de Serge en improvisation totale.
Après plusieurs mois d'écriture, l'équipe de six scénaristes remet trente épisodes à la chaîne. Mais, à leur grande surprise, ils apprennent que la commande ne portait en fait pas sur trente mais bien cent-vingt épisodes, ce qui les pousse à imaginer quatre-vingt-dix épisodes supplémentaires.

### Tournage

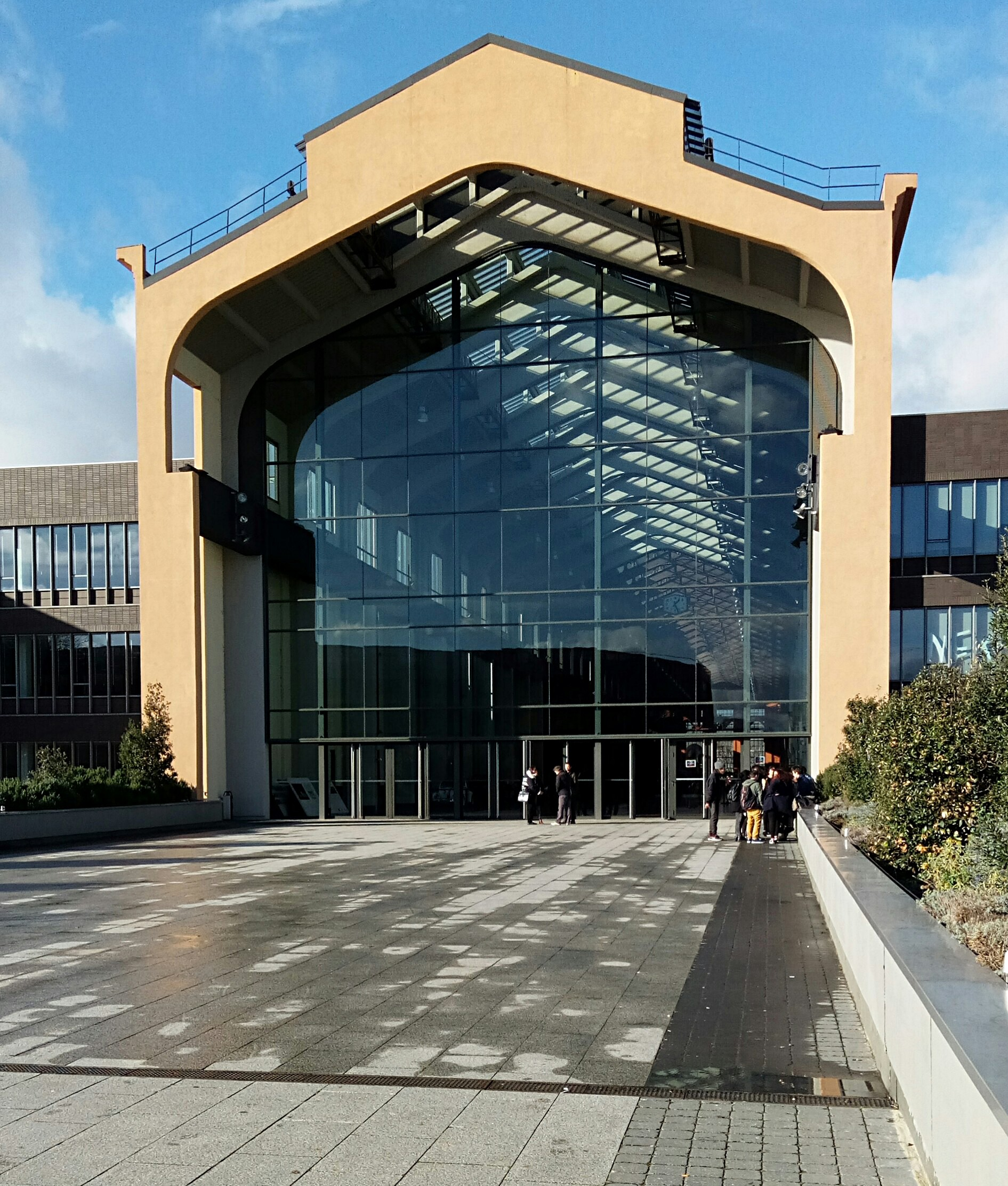
La Cité du cinéma à Saint-Denis.

Le tournage de Bloqués débute sous la direction de Kyan Khojandi et Bruno Muschio dans les studios de Luc Besson, sur le site de la Cité du Cinéma, à Saint-Denis. Cependant, en janvier 2016, le réalisateur réquisitionne l'ensemble des studios afin de tourner son propre film, Valérian et la Cité des mille planètes. L'équipe de tournage est alors contrainte de s'installer à Stains, au Studios SETS. Le décor est entièrement reconstitué au millimètre près, afin que la différence ne soit pas perceptible.

### Décors
La série ne possède qu'un seul décor, filmé avec un cadre fixe. Il s'agit d'un salon d'appartement d'étudiant, situé dans un immeuble. Les créateurs du décor n'ont pas voulu que cet appartement ait l'air trop parisien, mais au contraire qu'il évoque l'origine caennaise du duo. La plupart des scènes se passent de nuit, comme en témoigne l'éclairage au sodium de la rue qui filtre par la fenêtre, sur la droite des protagonistes.
Les créateurs ont voulu que ce décor illustre le mode de vie décadent d'Orel et Gringe : le sol est souvent sale et parsemé des déchets, l'évier de la cuisine est constamment couvert de crasse et rempli de vaisselle sale. L'éclairage, formé de deux lumières verte et orange, est censé être esthétique mais aussi « enterrer » les deux compères dans un environnement « un peu glauque ». Cependant, on peut observer que la vie est présente dans le décor, puisque les éléments sont bougés entre les épisodes.

### Bande originale
Le générique, emblématique, est présent au début et à la fin de chaque épisode. Il s'agit d'un sample de l'instrumentale d'une chanson des Casseurs Flowters, Deux Connards dans un Abribus, parue dans l'album Orelsan et Gringe sont les Casseurs Flowters. Certaines scènes sont également accompagnées par cette musique en arrière-plan. La voix qui conclut chaque épisode par « bloqués » est celle d'Orelsan : elle est issue d'une autre chanson des Casseurs Flowters, intitulée Bloqué, à laquelle le nom de la série fait évidemment référence,.

## Accueil

### Spectateurs et critique
La série connaît un accueil plutôt favorable auprès du public, déjà fidélisé par Bref. ainsi que, pour certains, par l'univers des Casseurs Flowters. Au dernier jour de diffusion, Kyan Khojandi dénombre environ 700 000 abonnés sur la chaîne YouTube de la série.
Le quotidien suisse Le Temps salue la série ainsi que son travail d'écriture, la décrivant comme « la crème des séquences comiques courtes à la française ». Le site spécialisé Allociné classe Bloqués parmi les dix meilleures séries françaises de l'année 2015, avec une note moyenne de 4/5 attribuée par les internautes au 1er août 2019. Le site SensCritique, de son côté, est plus mitigé et affiche une note moyenne de 6,4/10. Le magazine spécialisé Première rend également hommage à l'écriture de Bloqués, estimant que la série fait preuve d'une grande modernité en retranscrivant la vie des « trentenaires adulescents » et surpasse l'ensemble des formats courts français, tout en prenant le risque de ne pas viser « un public plus familial et donc plus consensuel ». Le magazine regrette toutefois l'absence d'un « interprétation inventive » qui aurait réellement permis à la série de faire la différence.
L'épisode 55, consacré à l'association Make-A-Wish qui propose de réaliser le rêve des enfants hospitalisés, cause l'agréable surprise de l'association qui affirme ne pas avoir été mise au courant de l'écriture de cet épisode et donc qu'il ne s'agit pas d'une opération promotionnelle. L'association se dit « ravie » de la diffusion du sketch et adresse des remerciements à Orelsan et Gringe.

### Polémique
Dès les premiers épisodes de la série, les auteurs sont accusés par des militantes féministes de sexisme, arguant des réflexions donnant des images stéréotypées de la femme. Depuis la polémique de sa chanson Sale Pute en 2009, qui l'a amené devant les tribunaux, Orelsan est par ailleurs régulièrement accusé de sexisme voire de misogynie. La militante et journaliste Éloïse Bouton signe dans le Huffington Post une tribune contre la série, relançant le débat des limites de l'humour. Le magazine en ligne MadmoiZelle exprime un avis plus nuancé, estimant que les créateurs de Bloqués étaient dans leur droit en écrivant ce sketch, mais se questionne sur la pertinence d'un tel humour, même au second degré.

« Bloqués, le nouveau programme court de Canal + diffusé tous les soirs dans Le Petit Journal promeut une image déplorable et stéréotypée des femmes et des hommes. Au nom de l'humour et sur fond de « coolitude » adulescente, le sexisme est roi. C'est ça l'esprit Canal ? […]
Chaque jour nous offre une variation sur un thème avec le binôme qui se lance dans une pseudo joute verbale [...] Les femmes, quoique absentes à l'image, sont omniprésentes du discours des comédiens. […]
Le 17 septembre dernier, dans leur pastille sobrement intitulée Les meuf, on a pu souper de dialogues collectors à faire frémir tout poil féministe. Florilège : « Ne jamais acheter de fringues à une meuf. » « Pourquoi? » « Si c'est trop petit, elle va croire qu'elle est trop grosse, si c'est trop grand, elle va croire que tu la trouves trop grosse », « Quand je vois une meuf bonne à côté d'une meuf moche, je peux pas m'empêcher de penser à un escalator à côté d'un escalier » « Ouais, tu la prends que si l'autre c'est mort ! » […]
Au-delà des clichés sexistes, le programme excelle dans la resucée de poncifs peu gratifiants pour les hommes, et les rappeurs de surcroît, les réduisant à des frustrés immatures, obnubilés par leurs pénis et allergiques à l'aspirateur. »

— Éloïse Bouton dans le Huffington Post.
Bruno Muschio répond à cette polémique par une série de tweets, où il explique se considérer lui-même comme féministe, faisant alors la part des choses entre les pensées de ses personnages et ses propres idées. Par la suite, les auteurs ferment la polémique en consacrant un épisode au féminisme, montrant sur le ton de l'humour que les hommes tireraient aussi profit de l'égalité hommes-femmes. Si les détracteurs de la série y ont vu une tentative de se rattraper de la part des créateurs, il s'avère en fait que l'écriture et le tournage de cet épisode sont antérieurs à la polémique. À la suite de cet épisode, MadmoiZelle prend cette fois la défense de la série, affirmant d'ailleurs que la rédaction a été consultée par les scénaristes lors de l'écriture de l'épisode. La rédaction de Première estime, quant à elle, que le supposé sexisme de la série « tient plus du procès d’intention que de la réalité ».

« Suis-je d’accord avec le mode de pensée de mes personnages ? Non. Est-ce que je les aime bien quand même ? Oui. [...]
Je suis d’accord sur quasi-rien avec Homer Simpson, Barney Stinson, Bender, Nathan de Misfits, etc. mais j’aime ces personnages. Bon bah là, c’est l’histoire de deux losers qui sont bloqués dans leurs vies et leurs têtes. Je les voyais pas parler ingénierie spatiale. Un jour, j’écrirai un personnage avec qui je suis d’accord. Ça me fera du repos et des nouveaux amis. Par contre, je suis pas sûr que ce sera très drôle. [...]
C’est sûrement parce que je suis féministe qu’à mes yeux un mec lambda est sexiste. Et que j’en rigole. [...]
Je comprends qu’on s’inquiète que des gens se confortent dans leur bêtise à cause de mes blagues. Peut-être que je prête plus de recul qu’il n’en a à mon public. J’aurais l’impression de ne pas le respecter en le traitant comme plus bête que moi. »

— Réponse de Bruno Muschio sur Twitter.

### Parodies
Les chroniqueurs radio Charline Vanhoenacker et Alex Vizorek parodient la série, rebaptisée Québlos, en décembre 2015, à l'occasion de la venue d'Orelsan dans leur émission Si tu écoutes, j'annule tout.
Lors de la 41e cérémonie des César en février 2016, la maîtresse de cérémonie Florence Foresti et l'actrice Vanessa Paradis parodient la série (Bloquées).

## Analyse

### Thèmes
Selon Gringe et Orelsan, les thèmes qu'ils abordent depuis quelques années, « l'adulescence, la lose et la peur de l'avenir », sont au centre de cette série, étant aussi au cœur de leur film Comment c'est loin et de leurs albums communs.
Comme inspiration pour le duo formé par Orel et Gringe, Kyan Khojandi et Bruno Muschio évoquent les deux souris de la série d'animation américaine Minus et Cortex. Comme Minus, Orel tient le rôle du simplet tandis que Gringe, comparable à Cortex, tient le rôle de cerveau du duo. Ce procédé est fréquent dans les duos comiques, tels Laurel et Hardy.
De grandes similitudes se retrouvent entre l'univers développé par Orelsan et Gringe dans leurs albums puis leur film, et la série. Le titre de la série, « Bloqués », est ainsi directement tiré d'une chanson du premier album, Orelsan et Gringe sont les Casseurs Flowters, intitulée « Bloqué », au singulier[source insuffisante]. Le concept-même de la série n'est pas entièrement nouveau pour les deux rappeurs : en 2013, leurs premier album duo comporte une chanson intitulée Deux connards dans un abribus, dans laquelle Orelsan et Gringe parlent plus qu'ils ne chantent et enchaînent des remarques humoristiques, exactement comme dans Bloqués[source insuffisante].
Malgré le caractère fictif des situations décrites et les différences entre les deux rappeurs et leurs alter-egos fictifs, la dimension autobiographique est loin d'être absente de la série. Gringe raconte ainsi que durant leur jeunesse, il était fréquent que les deux amis traînent ensemble chez Orelsan et discutent de tout et de rien. Orelsan ajoute, sur le ton de l'humour, que certaines blagues qu'il lui arrive de faire seraient même trop bêtes pour être intégrées dans Bloqués.
Les créateurs de la série, Khojandi et Muschio, déclarent également se retrouver dans le texte auquel les acteurs donnent vie. Selon Khojandi, la série traite de « l'ennui entre potes » et des idées qui peuvent en émerger, une situation à laquelle chacun pourrait s'identifier.
Dans l'épisode 86, Gringe évoque sa relation difficile avec son père, qui est également le thème de la chanson Pièces Détachées de son album solo Enfant lune, sorti en 2018,.

## Autour de la série
La série fait partie d'un univers partagé avec les séries Bref. et Serge le Mytho, créées par Kyan Khojandi et Bruno Muschio. En effet, la seconde est la continuation de Bloqués., le personnage de Serge y apparaissant pour la première fois, et les personnages d'Orel et Gringe dans Serge le Mytho. Enfin, en juin 2017, dans l'épisode 29 de Serge le Mytho, au cours d'une promenade, Serge, Orel et Gringe tombent brièvement sur "Je", le personnage de Bref. interprété par Kyan Khojandi. Il est d'ailleurs accompagné de Marla, interprétée par Bérengère Krief, suggérant que les deux personnages se sont remis en couple après la fin de la saison 1 de Bref., comme le confirmera la saison 2). "Je" appelle alors Serge "Charles", ce qui permet au spectateur de comprendre que le personnage de Charles, apparu dans l'épisode 65 de Bref (Bref. J’ai un nouveau pote »), interprété par Jonathan Cohen, et le personnage de Serge, sont en réalité une seule et même personne. Les séries Bref., Bloqués et Serge le Mytho se déroulent donc dans le même univers, les protagonistes des trois séries se retrouvant même dans l'épisode 2 de la saison 2 de Bref., où on apprend que dans cette réalité, un autre duo de rappeurs a eu la carrière d'Orel et Gringe.
Enfin, la série Cher Journal, créée par Anna Apter et produite par Kyan Khojandi, pourrait également prendre place dans le même univers. En effet, à la fin de l'épisode 11 (Darwin Award), la phrase « C'est ma soirée ou c'est pas ma soirée ? », peut être entendue prononcée par Maud, un personnage de Bref. Dans l'épisode 24 (Flashback), le film fictif Mortelle Banalité est mentionné lorsque Anna croise un personnage interprété par Alice David. Dans Bref.2, Mortelle Banalité est le nom du film réalisé par Sarah, personnage de Bref. également interprété par Alice David. Enfin, Anna Apter rejoint également la distribution de Bref.2, dans le rôle d'Anna. 

## Série dérivée
Bloqués a donné lieu à une série dérivée centrée sur le personnage de Serge le Mytho. Comprenant trente épisodes, elle a été diffusée sur Canal+ du 7 octobre 2016 au 28 juin 2017. Comme dans Bloqués, Serge raconte ses histoires invraisemblables à différents interlocuteurs dont Orel et Gringe qui apparaissent à plusieurs reprises dans la série. On y découvre également plus d'éléments personnels concernant Serge.
En 2018, Jonathan Cohen déclarait qu'un film sur Serge le Mytho était en préparation.